# Узыбаш
Узыбаш (баш. Уҙыбаш) — деревня в Благоварском районе Республики Башкортостан Российской Федерации. Входит в состав Языковского сельсовета. 

## География

### Географическое положение
Расстояние до:
- районного центра (Языково): 6 км,
- центра сельсовета (Языково): 6 км,
- ближайшей ж/д станции (Благовар): 17 км.

## Население
| 2002 | 2009 | 2010 |
| ---- | ---- | ---- |
| 220  | ↗233 | ↗238 |

Согласно переписи 2002 года, преобладающие национальности — татары (58 %), башкиры (34 %).